# Brian Raats
Brian Raats (ur. 17 stycznia 2004) – południowoafrykański skoczek wzwyż, mistrz Afryki, olimpijczyk z Paryża 2024.

## Udział w zawodach międzynarodowych
| Impreza                     | Rok  | Miejsce | Wynik      |
| Impreza                     | Rok  | Miejsce | skok w dal |
| --------------------------- | ---- | ------- | ---------- |
| Igrzyska olimpijskie        | 2024 | Paryż   | 12         |
| Mistrzostwa Afryki          | 2024 | Duala   | złoto      |
| Mistrzostwa świata juniorów | 2021 | Nairobi | 5          |
| Mistrzostwa świata juniorów | 2022 | Cali    | srebro     |